# Zisterzienserinnenkloster Seehausen
Das Kloster Marienwerder war eine Niederlassung von Zisterzienserinnen bei Seehausen in der Uckermark vom 13. bis zum 16. Jahrhundert.

## Lage
Das Kloster befand sich auf einem inselartigen Werder im Oberuckersee südlich des Ortes Seehausen, etwa zehn Kilometer von Prenzlau in der nördlichen Mark Brandenburg gelegen.
Von der Anlage ist oberirdisch nichts erhalten.

## Geschichte

### Kloster Marienwerder
Das Kloster wurde etwa um 1220/1240 an der Stelle einer vorherigen größeren spätslawischen Siedlung gegründet, in der Nähe befand sich ein zentraler slawischer Burgwall im Oberuckersee.
Gründer waren wahrscheinlich die Herren von Blankenburg, die in dem Gebiet weitreichende herrschaftliche Rechte ausübten.
Die erste Erwähnung ist vom 19. November 1250 erhalten, in der der zuständige Bischof Wilhelm von Cammin allen einen Ablass verspricht, die den Nonnenkonvent bei einem erneuten Klosterbau unterstützen.
Der Konvent wurde von einer Äbtissin geleitet, die von einer Priorin unterstützt wurde. In etlichen Urkunden traten beide als alleinige Vertreterinnen auf, in einigen wurde noch ein Propst genannt.
Das Kloster hatte umfangreichen Landbesitz in der Umgebung, darunter die  Dörfer Seehausen, Potzlow, Blankenburg, Warnitz, Grünow, Drense, Grenz, sowie Teile von Seelübbe, samt Gerichten und Kirchenpatronaten. Dazu kamen vier Klostervorwerke, Wiesen, zwei Mühlen und die Heide der Jacobsdorf, sowie ein Hof in Göritz gemeinsam mit den Nonnenkonventen in Prenzlau und Boitzenburg.
1445 brannte das Kloster ab, wurde aber bald wieder neu errichtet.
1543 fand eine Visitation statt, spätestens 1545 wurde das Kloster Marienwerder aufgehoben.

### Weitere Nutzung
Danach wurde der Landbesitz dem neuen Klosteramt Seehausen übereignet. Die Wirtschaftsgebäude wurden offenbar weiter genutzt, die Kirche wurde wahrscheinlich Pfarrkirche des Dorfes.
Im 18. Jahrhundert wurden die verbliebenen Reste der Gebäude offiziell zur Gewinnung von Baumaterial freigegeben.
Im frühen 19. Jahrhundert waren noch geringe Reste der Anlage sichtbar, danach verschwanden auch diese.

## Materielle Zeugnisse
Bei archäologischen Grabungen auf dem Werder und bei Tauchfunden und Unterwassergrabungen im Oberuckersee in den Jahren von 1984 bis 1991 kamen mehr als 20.000 Gegenstände ans Tageslicht. Diese geben einen umfangreichen Einblick in das Alltagsleben des Klosters. Teile der Funde sind jetzt im Kulturhistorischen Museum im Dominikanerkloster Prenzlau zu sehen.
In den Jahren 2011 und 2012  wurden die Ausgrabungen unter der Leitung von Felix Biermann fortgesetzt. Dabei wurden unter anderem 61 menschliche Skelette geborgen, die auf dem Friedhof, im Kreuzgang, im Kreuzhof und in der Kirche bestattet worden waren. Darunter waren Frauen, Männer, Jugendliche und Kinder aus verschiedenen Bevölkerungsgruppen.